# Erstabsperrung
Eine Erstabsperrung ist eine Armatur zur Absicherung von einzelnen Zweigen innerhalb eines Rohrleitungsnetzes. Erstabsperrungen sollen den abzusichernden Rohrzweig verschließen können, um Wartungs- und Revisionsarbeiten an diesem Abzweig ausführen zu können, ohne das gesamte Netz außer Betrieb nehmen zu müssen. Im Heizungs- und Sanitärbereich spricht man auch von Strangabsperrung bzw. Strangabsperrventil.
Je nach Medium und Anforderungen werden Erstabsperrungen entweder auf absolute Dichtheit, Langlebigkeit oder Austauschbarkeit konstruiert. Heizungsschieber schließen in der Regel nicht völlig dicht. In der Leitung ist nach der Absperrung und Entleerung gewöhnlich ohnehin noch eine gewisse Restmenge Heizungswassers vorhanden, und eine geringe Leckwassermenge behindert die Arbeiten an der Rohrleitung in der Regel nicht.
Die (stufenlose) Drosselbarkeit des Fluidstromes ist in der Regel nicht gegeben und nicht erforderlich. 
Als Erstabsperrungen eignen sich:
- für kleine Nennweiten: Absperrhähne
- für mittlere Nennweiten: Absperrventile und Membranschieber
- für große Nennweiten: Absperrschieber.

Sie sollten möglichst nahe am Abzweig von der Hauptrohrleitung angeordnet werden. 